# Maurits van den Bosch
M.A.G. (Maurits) van den Bosch (Den Helder, 18 december 1962) is een Nederlands politicus en bestuurder. Hij is lid van het CDA. Sinds 10 oktober 2023 is hij burgemeester van Bladel.

## Maatschappelijke en politieke carrière
Van den Bosch ging naar de Hogere Hotelschool Den Haag. Hij was 32 jaar trainer en coach op het gebied van dienstverlening en gastheerschap. Namens het CDA was hij van 2010 tot 2015 gemeenteraadslid van Woudrichem. Van 2016 tot 2018 was hij namens het CDA burgerrraadslid in de raadscommissie Ruimtelijke en Economische Ontwikkeling (REO) van Uden.
Na de gemeenteraadsverkiezingen van 2018 werd Van den Bosch namens het CDA gemeenteraadslid en een maand later werd hij er ook fractievoorzitter van Uden. Hij werd namens het CDA lijsttrekker voor de herindelingsverkiezingen van 2021. Op 1 januari 2022 fuseerde Uden samen met Landerd tot Maashorst. Het CDA werd de tweede partij van Maashorst.
Namens het CDA werd Van den Bosch in 2022 gemeenteraadslid en fractievoorzitter van Maashorst. Op 28 september 2023 nam hij afscheid van de gemeenteraad van Maashorst. Daarbuiten was hij bestuurslid van de stichting Uden Hartveilig en voorzitter van Holocaust Memorial Day Uden.

## Burgemeester van Bladel
Op 10 juli 2023 werd Van den Bosch door de gemeenteraad van Bladel voorgedragen als nieuwe burgemeester. Met ingang van 10 oktober van dat jaar werd hij benoemd bij koninklijk besluit. Op die dag vond ook de installatie plaats en de beëdiging door Ina Adema, de commissaris van de Koning in Noord-Brabant.
Als burgemeester van Bladel kreeg Van den Bosch algemeen bestuurlijke zaken, externe relaties/samenwerking, openbare orde & veiligheid, ondermijning & integriteit, communicatie, gegevensbeheer, toezicht & handhaving, burgerzaken & kabinet, participatie waaronder dorpsraden en bedrijfsvoering & P&O in zijn portefeuille.
Namens Bladel werd Van den Bosch algemeen bestuurslid van de Metropoolregio Eindhoven (MRE), van de Samenwerking Kempengemeenten (GRSK) en van de Veiligheidsregio Brabant-Zuidoost (VRBZO) en plaatsvervangend algemeen bestuurslid van de Omgevingsdienst Zuidoost Brabant (ODZOB).

## Privéleven
Van den Bosch werd geboren en getogen in Den Helder. Zijn vader en zijn zus waren wethouder van Den Helder. Zijn oom was burgemeester van Beers. In 2015 verhuisde hij met zijn partner van Andel naar Uden.